# Tiruvannamalai
Tiruvannamalai (en tamil: திருவண்ணாமலை Tiruvaṇṇāmalai) es una localidad de la India, capital del distrito de Tiruvannamalai, en el estado de Tamil Nadu.

## Geografía
Se encuentra a una altitud de 179 m s. n. m. a 163 km de la capital estatal, Chennai (ex-Madrás), en la zona horaria UTC +5:30.

## Demografía
Según una estimación en 2010 contaba con una población de 148 569 habitantes.
| Gráfica de evolución de Tiruvannamalai entre 1951 y 2011 |
|                                                          |

## Galería

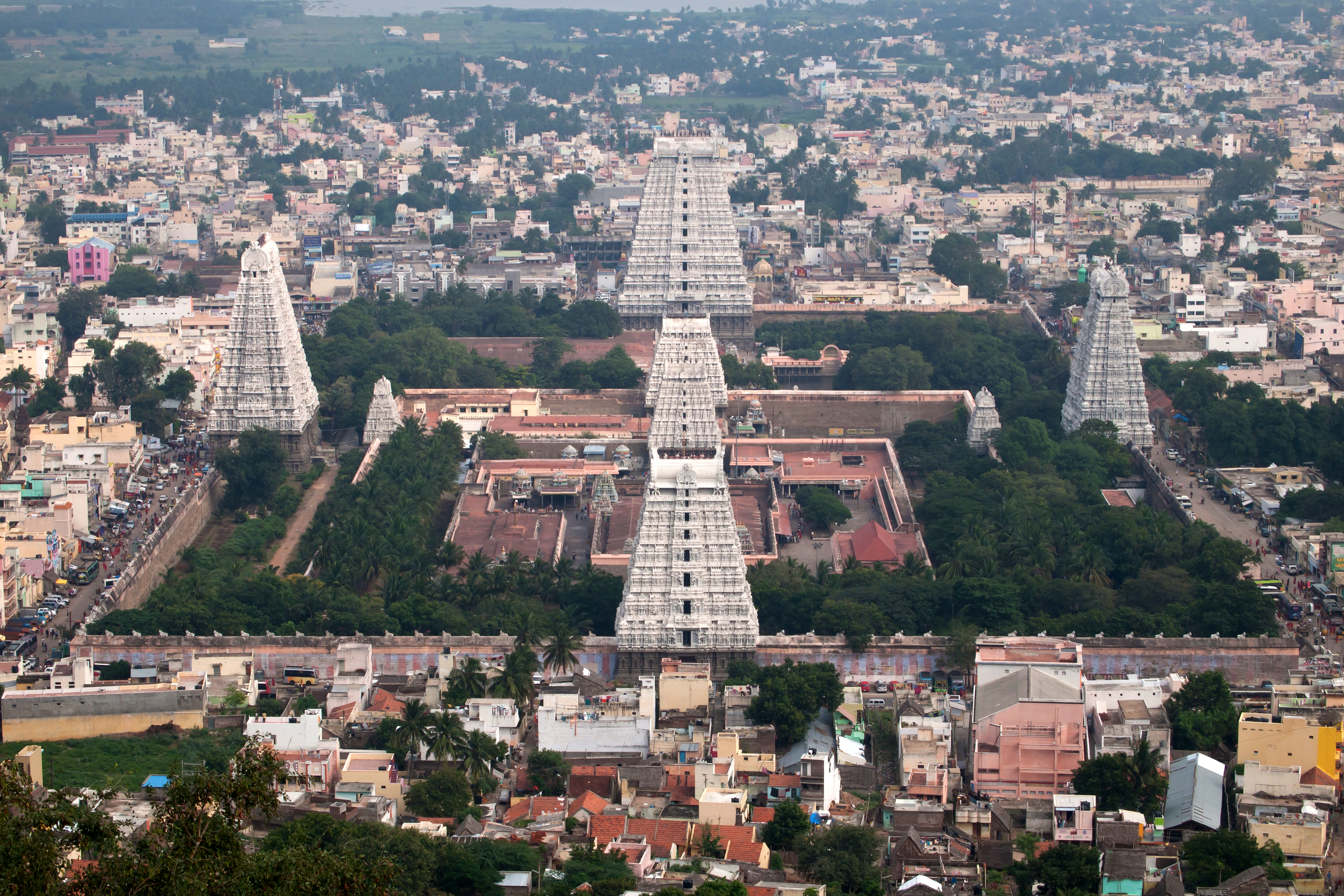
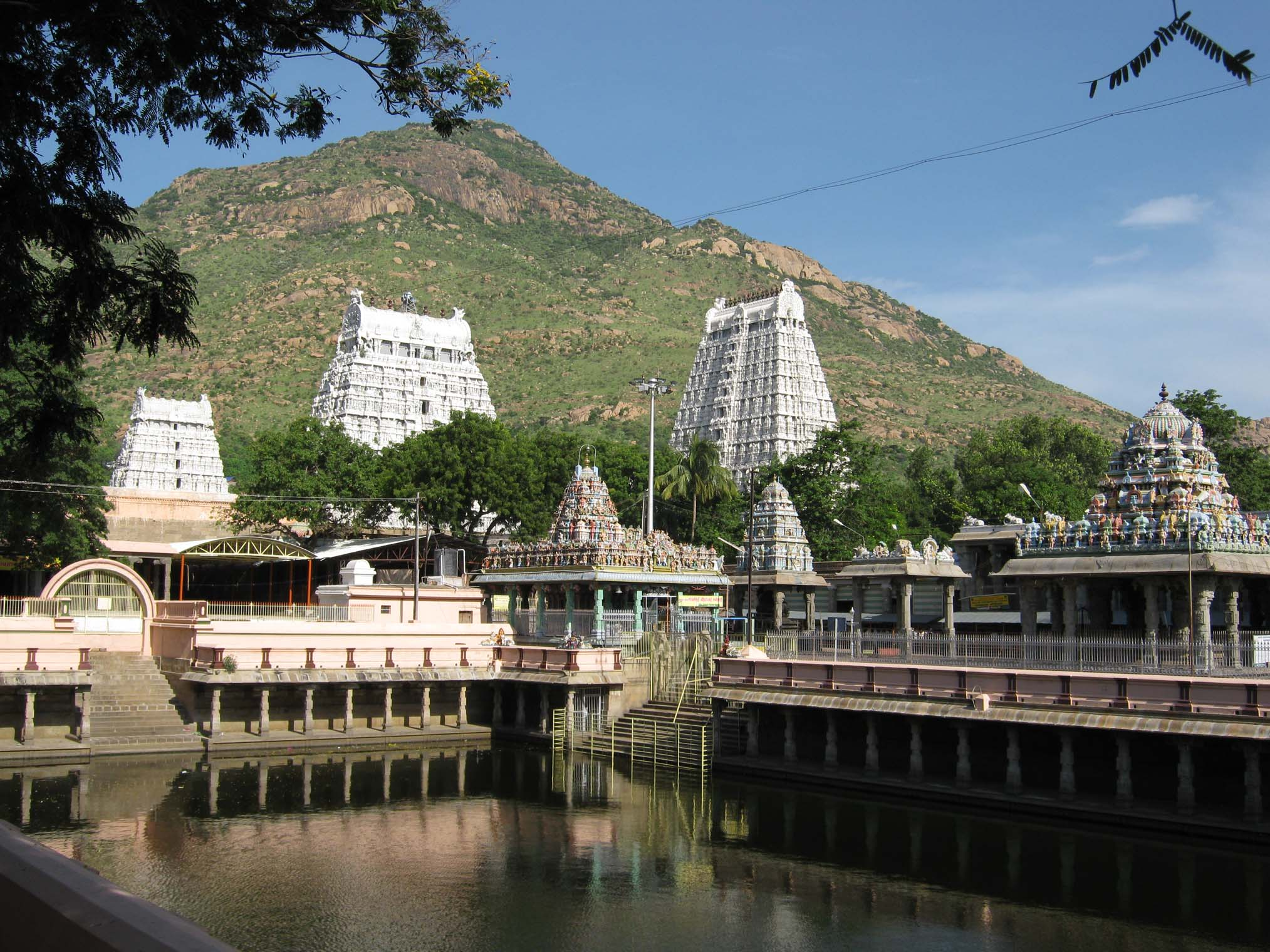
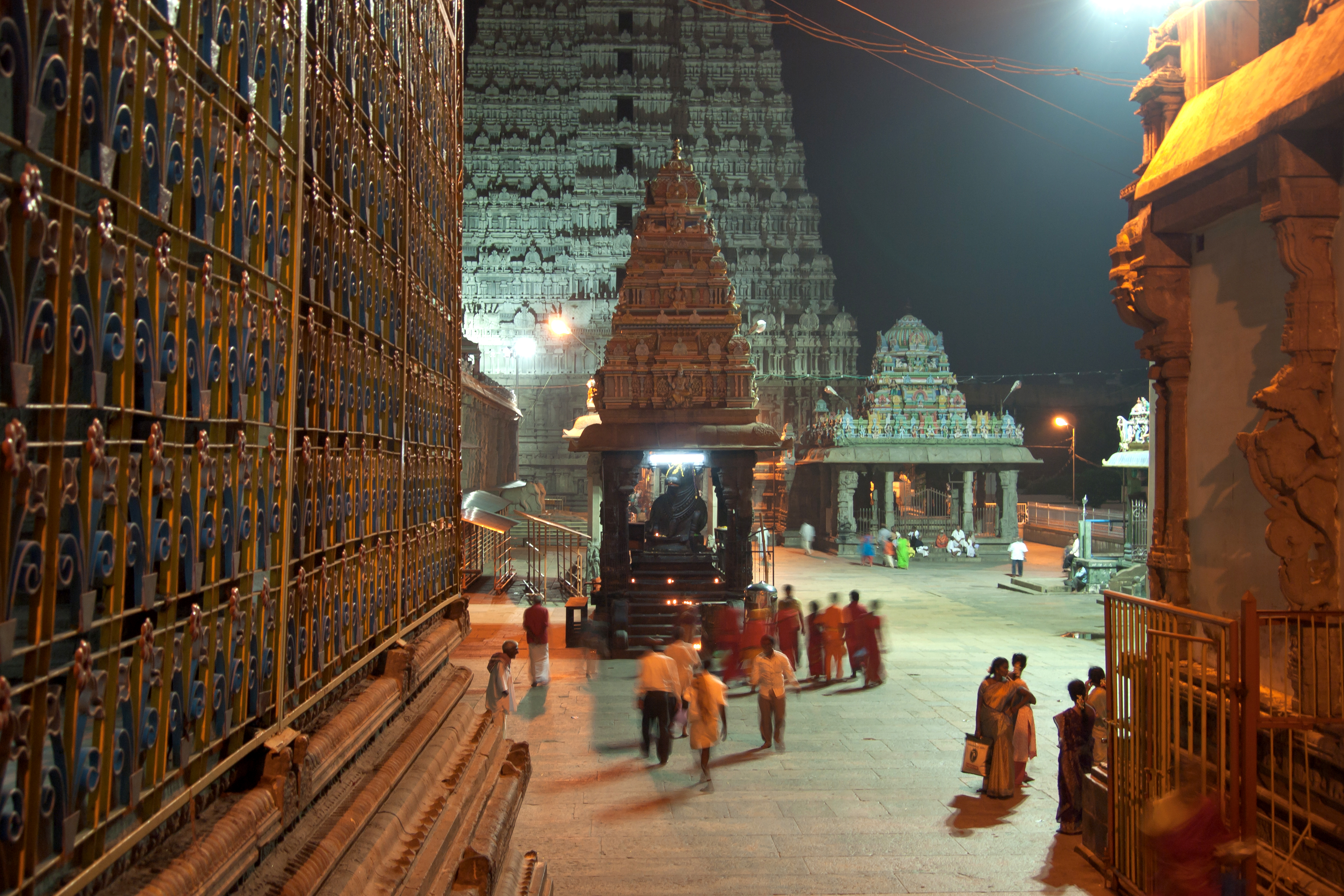
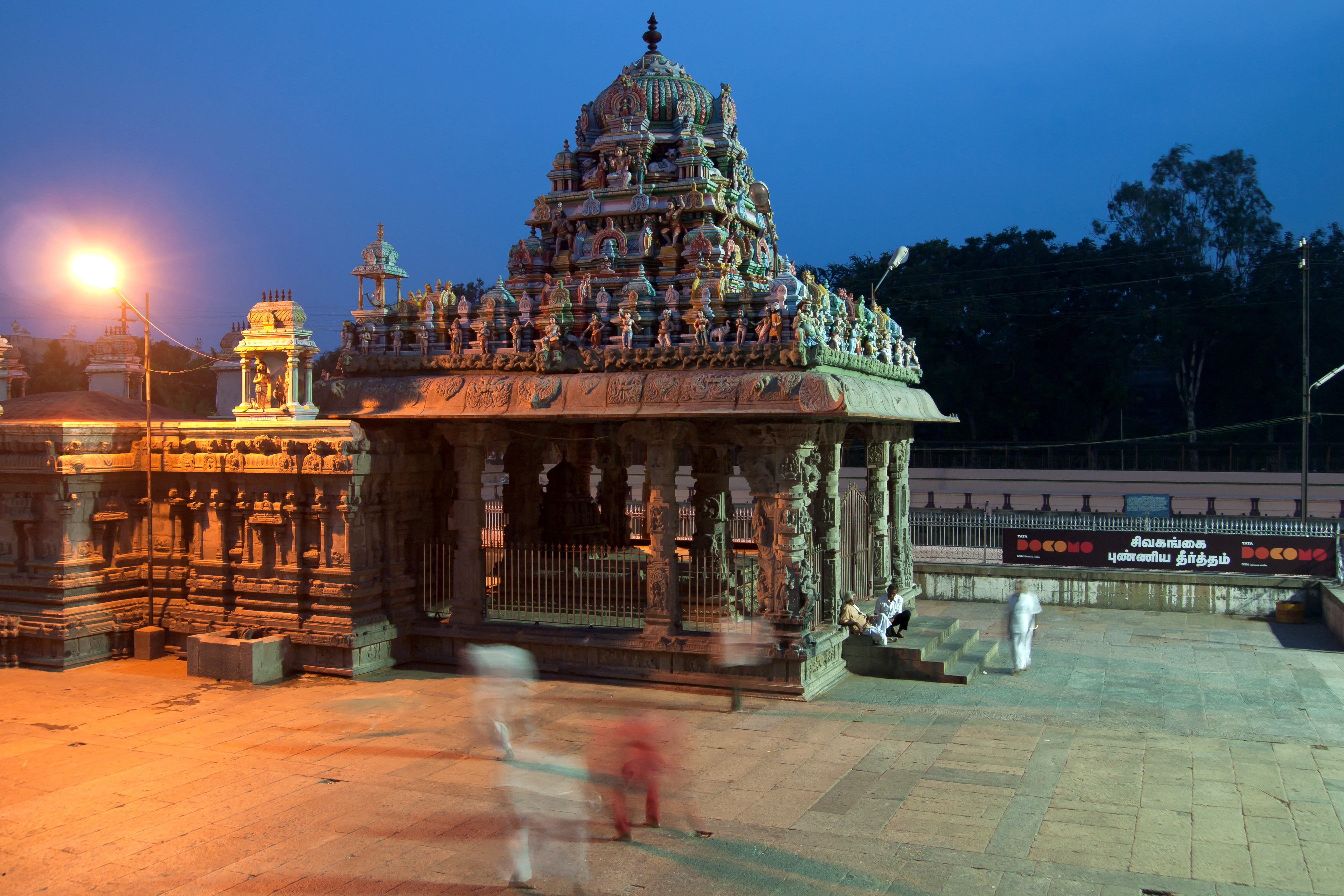
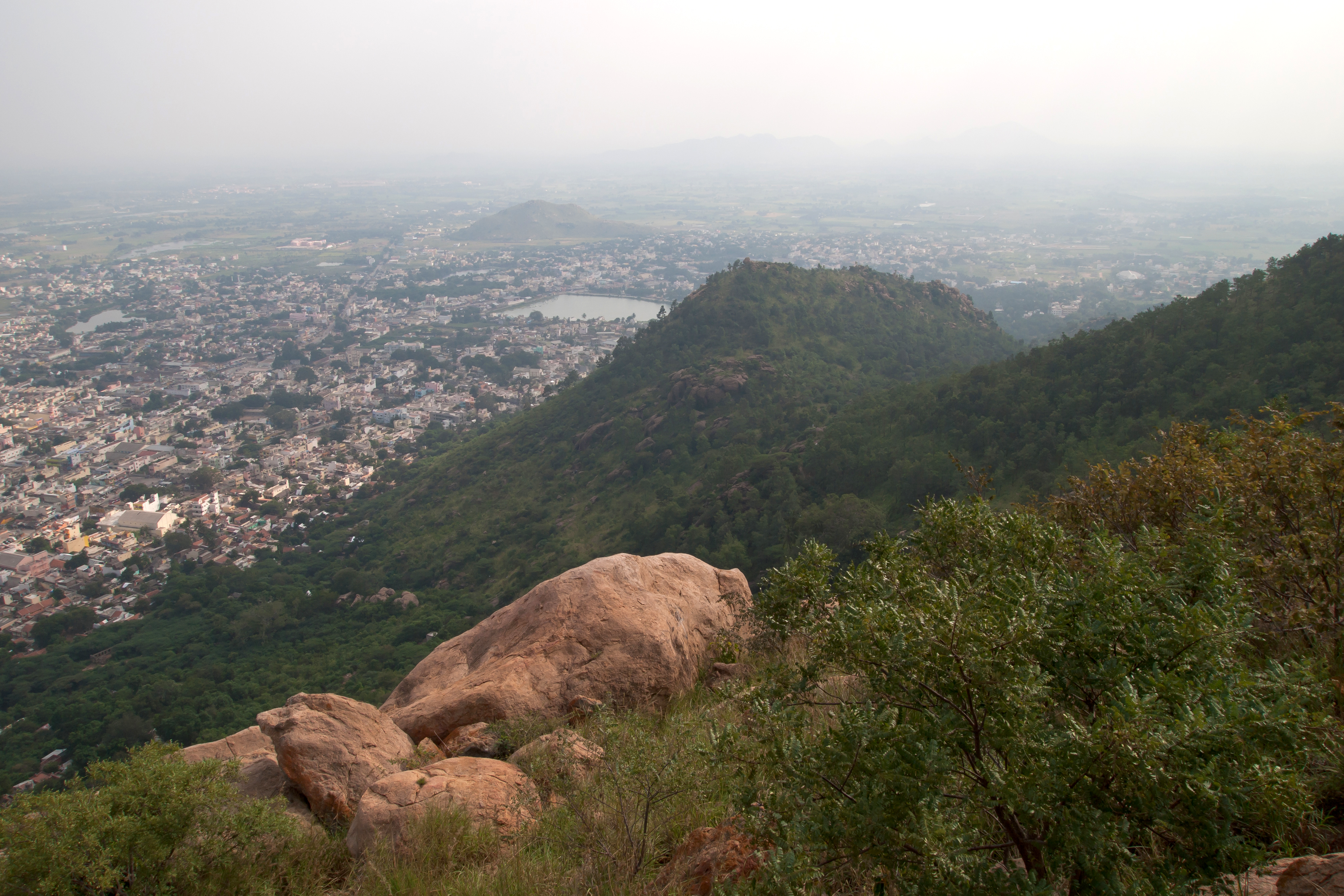
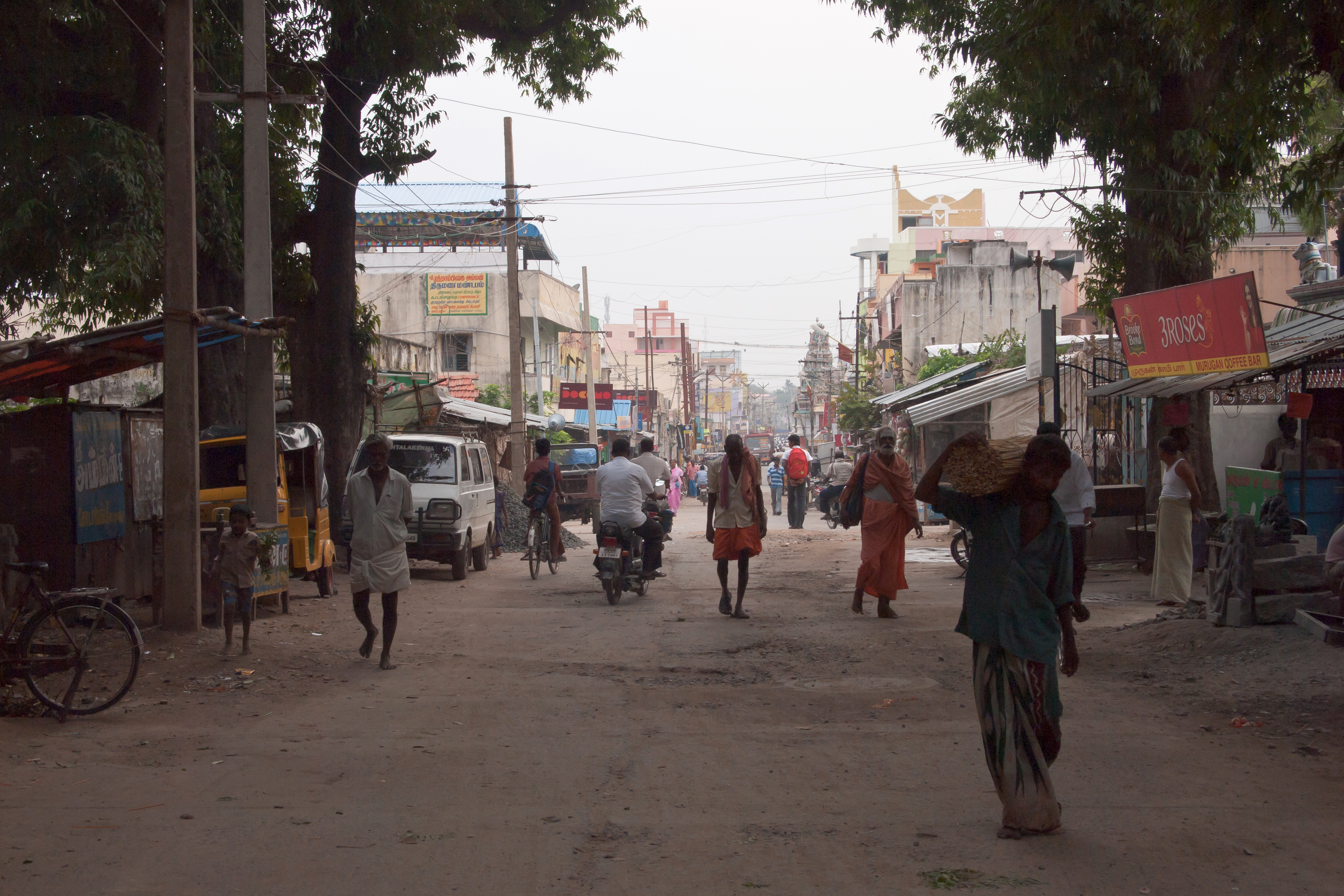